# Geodia littoralis
Geodia littoralis är en svampdjursart som beskrevs av Stephens 1915. Geodia littoralis ingår i släktet Geodia och familjen Geodiidae. Inga underarter finns listade i Catalogue of Life.